# کلمار (آیووا)
کلمار (به انگلیسی: Calmar) شهری در ایالت آیووا کشور ایالات متحده آمریکا است که جمعیت آن در سرشماری سال ۲۰۱۰ میلادی، ۹۷۸ نفر بوده‌است.